# James Ferguson (astronom scoțian)

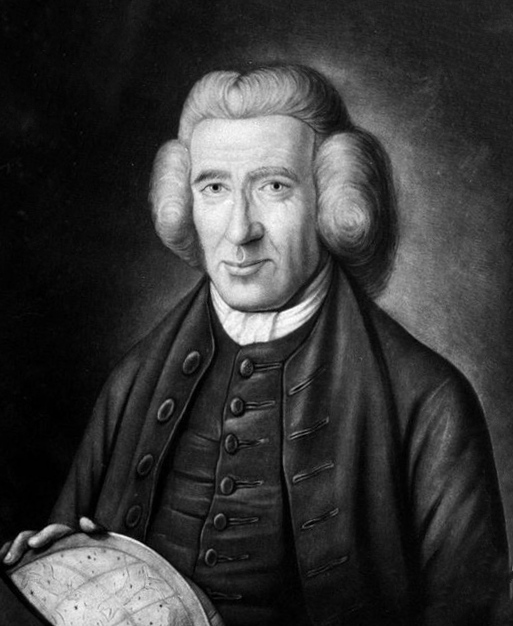
James Ferguson

James Ferguson (n. 25 aprilie 1710 la Keith, Banff (Aberdeenshire) - d. 17 noiembrie 1776 la Edinburgh) a fost un astronom și mecanic scoțian.
În tinerețe a fost păstor al unui fermier.
Devine remarcat prin talentul său pentru științele exacte și prin dispozitivele mecanice inventate.
În 1743 ajunge la Londra, unde, în urma unor conferințe susținute în cadrul unor ședințe referitoare la științele naturii, devine cunoscut în cercul savanților.

## Scrieri
- 1756: Astronomy explained upon Newton's principles (Londra)
- 1760: Lectures on subjects in mechanics, hydrostatics, pneumatics and optics.